# David Kilgour

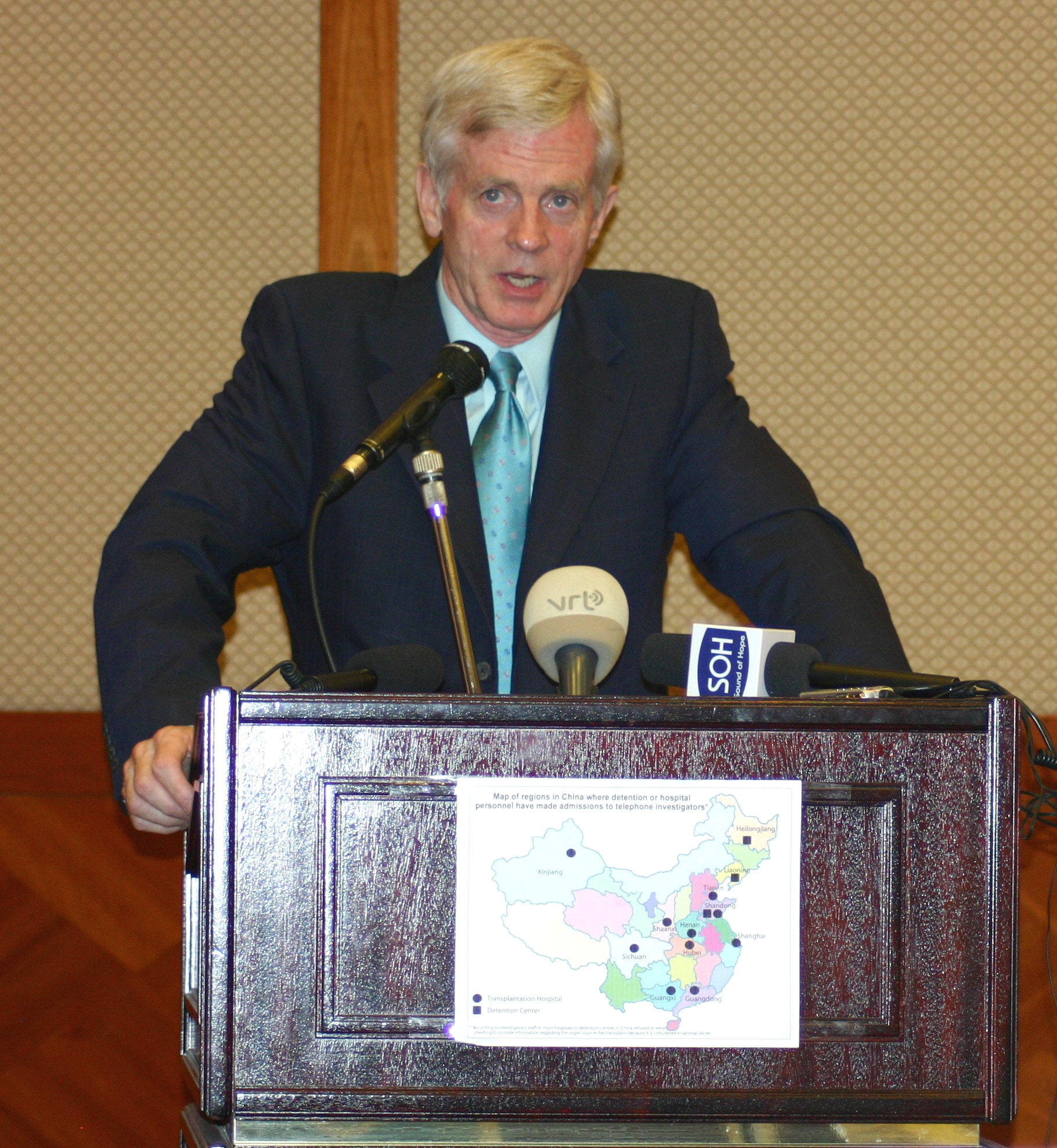
David Kilgour, 2006

David Kilgour PC (* 18. Februar 1941 in Winnipeg, Manitoba; † 5. April 2022 in Ottawa) war ein kanadischer Menschenrechtsaktivist, Autor, Bundesstaatsanwalt und Politiker. Nationale und internationale Anerkennung erhielt Kilgour für sein Engagement im interreligiösen Dialog, globalen Einsatz für Menschenrechte und für den mit David Matas erstellten Untersuchungsbericht, für den beide 2010 für den Friedensnobelpreis vorgeschlagen wurden.

## Familie
David Kilgour war ab 1974 mit Laura Scott verheiratet, beide haben vier Kinder. Seine Schwester ist Geills Turner, die mit dem ehemaligen Kanadischen Premierminister John Turner verheiratet ist. Kilgour und seine Schwester sind Großneffe und Großnichte von John McCrae, der Soldat und Dichter, der In Flanders Fields schrieb, und ferner Großneffe und Großnichte von John Wentworth Russell, der das Porträt von Sir Wilfrid Laurier malte, das im House of Commons hängt.

## Karriere
Kilgour graduierte 1962 an der University of Manitoba in Wirtschaftswissenschaften und 1966 an der Juristischen Fakultät der University of Toronto. Nach seiner Zeit als Staatsanwalt im nördlichen Alberta und als Minister in der kanadischen Regierung beendete Kilgour seine 27-jährige Amtszeit im Canadian House of Commons als unabhängiger Parlamentsabgeordneter. Bis zu seiner Pensionierung war er das am längsten dienende Mitglied des Parlaments und zugleich einer der wenigen, die sowohl unter dem Banner der Progressiven Konservativen Partei als auch unter dem der Liberalen Partei gewählt wurden.

## Staatsanwalt
Nach seinem Jurastudium absolvierte Kilgour eine Ausbildung bei einer Anwaltsfirma in Vancouver und wurde anschließend Assistent des Staatsanwaltes von Vancouver. Nachdem er sich 1968 vergebens um ein politisches Amt bemüht hatte, arbeitete Kilgour für das Bundesjustizministerium in Ottawa und wurde später Kronanwalt für den Gerichtsbezirk Dauphin in Manitoba. Von 1972 bis 1979 arbeitete Kilgour als Chefermittler für den Generalstaatsanwalt und als Berater für Verfassungsfragen für die Regierung von Alberta, bis er schließlich im Frühjahr 1979 Parlamentsmitglied im Unterhaus wurde.

## Mitglied des Parlaments
David Kilgour war fast 27 Jahre kanadisches Parlamentsmitglied. Sein erster Versuch, als Mitglied der Progressiven Konservativen Partei ins Parlament zu gelangen, indem er sich 1968 bei der 28. kanadischen Unterhauswahl im Wahlbezirk Vancouver Zentrum zur Wahl stellte, schlug jedoch fehl. Der zweite Anlauf erfolgte erst elf Jahre später, erneut als Tory, bei den 31. kanadischen Unterhauswahlen 1979, bei denen er sich für den Wahlkreis Edmonton Strathcona, Alberta, aufstellen ließ und gewählt wurde. Vom Mai 1979 bis November 1988 vertrat Kilgour den Wahlkreis Edmonton Strathcona, trat 1988 jedoch durch die Reformierung des Wahlbezirks bei der 34. kanadischen Unterhauswahl für den Wahlkreis Edmonton Southeast, Alberta, erfolgreich an.
1987 wurde Kilgour vom damaligen Premierminister Brian Mulroney als parlamentarischer Staatssekretär entlassen, da er diesen wegen seiner Regierungsmoral und der Behandlung westlicher Kanadier kritisierte. Drei Jahre später verhielt sich Kilgour bei seinem Stimmverhalten gegenüber der Goods and Services Tax genannten Steuer erneut nicht parteikonform und wurde im Oktober 1990 zusammen mit Pat Nowlan aus Nova Scotia und Alex Kindy aus Calgary vom Nationalen Parteiausschuss der Torys ausgeschlossen.
Nach dem Ausschluss legte Kilgour sein Amt als Parlamentarier nicht nieder und blieb mehrere Monate parteilos, bis er sich schließlich der Liberalen Partei anschloss. Für diese trat er von 1993 bis 2000 ebenfalls im Wahlbezirk Edmonton Southeast, Alberta, erfolgreich zur Wiederwahl an, und wechselte erst 2004 bei der 38. kanadischen Unterhauswahl zum Wahlbezirk Edmonton-Mill Woods-Beaumont, Alberta, in dem er bis zu seinem Ausscheiden aus der Politik im Zuge der Wahlen 2006 aktiv blieb. Im April 2005 trat er aus der Liberalen Partei aus und blieb bis zum Ende seiner politischen Karriere parteilos.

## Politische Ämter
Nach seinem ersten Wahlsieg 1979 diente David Kilgour innerhalb der Konservativen Regierungen von Joe Clark und Brian Mulroney als parlamentarischer Staatssekretär dem Privy Council (1979), dem Minister für Auswärtige Beziehungen (1984–1985), dem Minister für Indianische Angelegenheiten und Nördliche Entwicklungen (1985–1986) und dem Minister für Transportwesen (1986–1987).
Nachdem er zur Liberalen Partei gewechselt war, diente er zunächst als stellvertretender Regierungssprecher und Vorsitzender des Hauptausschusses für die Gesamtheit des Unterhauses (1994–1997), später als Staatssekretär für die Regionen Lateinamerika und Afrika (1997–2002) und als Staatssekretär für die Region Asien-Pazifik (2002–2003). Im 38. Unterhauses war Kilgour Vorsitzender der Interparlamentarischen Freundschaftsgruppe Kanada-ASEAN, Ko-Vorsitzender des Allparteien- und Multiglaubenskomitees für Religiöse und Kulturelle Harmonie sowie Ko-Vorsitzender der Parlamentarischen Freunde von Tibet und kanadischer Vorsitzender der Parlamentarier für Globales Handeln.

## Menschenrechtsaktivist
Als Staatssekretär äußerte sich Kilgour kontinuierlich zu allen Menschenrechtsverletzungen weltweit. Von 1990 bis 1994 diente er als Vorsitzender des kanadischen Zweigs des Internationalen Komitees für ein Freies Vietnam, das seine Arbeit im Dezember 1994 aufgrund der Entlassung politischer Häftlinge in Vietnam würdigte.
Während eines Simbabwe-Besuchs im Jahre 2001 sprach Kilgour sich kritisch gegen Mugabes Farmlandpolitik aus und erzeugte dadurch wachsenden internationalen Druck. Kilgour setzte sich dafür ein, dass sich die Gräueltaten in den neunziger Jahren in Ruanda nicht mehr wiederholen, und nahm im April 2004 mit der kanadischen Delegation an der Gedenkenszeremonie zum zehnten Jahrestag des Völkermords teil. Im Dezember 2004 war er Teil der Ukrainischen Wahlbeobachterdelegation bei den Stichwahlen auf Bundesebene.
Im April 2005 gelangte er in den Fokus der Medien, als er – empört über den Sponsorship-Skandal – mit einem Austritt aus der Liberalen Partei drohte. Er sagte, dieses Problem ließe Kanada wie eine „nördliche Bananenrepublik“ erscheinen. Am 12. April 2005 kündigte Kilgour an, dass er als parteiloser Parlamentsabgeordneter weitermachen werde. Ferner bemängelte er Kanadas Tatenlosigkeit bei der Krise in Darfur, Sudan, und legte als Reaktion darauf sein Amt nieder. Er bekräftigte, dass er nicht plane, zu den Konservativen zurückzukehren, und nicht vorhabe, sich einer erneuten Wiederwahl zu stellen.
Aufgrund der ungewöhnlichen Zusammensetzung des 38. Unterhauses war David Kilgour im Mai 2005 durch seine einzelne Stimme in der Lage, die Regierung zu stürzen oder zu unterstützen. Er nutzte seinen Einfluss als Unterstützer des Genocide Intervention Network, die Martin-Regierung zu einer Friedensmission in Darfur zu drängen. Der damalige Premierminister Paul Martin genehmigte schließlich humanitäre Hilfe, entsandte jedoch keine Friedensmission.
Bis zuletzt fungierte er als Fellow des Centre for the Study of Democracy der Queen’s University (Kingston), hatte eine Direktorenstelle des in Washington ansässigen Council for a Community of Democracies (CCD) und war Ko-Vorsitzender der Kanadischen Freunde des Demokratischen Iran. Er veranstaltete eine Iran-Pro-Demokratie-Demo, die 2009 in Frankreich von circa 90.000 Menschen besucht wurde. David Kilgour war Vorsitzender der lateinamerikanischen und karibischen Arbeitsgruppe in Ottawa des Canadian International Council, Direktor der in New York ansässigen Nicht-Regierungsorganisation Advancing Human Rights und Direktor der Ottawa Mission Foundation.

## Interreligiöses Verständnis
Als praktizierender Christ und Mitglied der Presbyterianischen Kirche arbeitete Kilgour während seiner gesamten Karriere an Themen wie interreligiöser Dialog, Freiheit des Individuums und demokratische Regierung und förderte das Bewusstsein und Verständnis zwischen unterschiedlichen Glaubenssystemen.
Im Parlament betätigte er sich in Gebetsgruppen, auch während er an Tagungen und Veröffentlichungen im ganzen Land teilnahm, und sprach speziell über religiöse Themen und Politik. Häufig handelten seine Themen von globaler religiöser und politischer Verfolgung.
Kilgour war Mitglied des Muslim-Christen-Dialogs in Ottawa und wirkte als Vorsitzender der parlamentarischen Gruppe für sowjetische Juden mit, die kanadische Öffentlichkeit über deren Not zu informieren. Er half bei der Organisation des 39. Nationalen Gebetsfrühstücks auf Parliament Hill, bei dem zahlreiche Glaubensrichtungen zusammenkamen, um gemeinsam religiöse Harmonie zu feiern.
Mit seinen religiösen Überzeugungen und seinem Festhalten an der traditionellen Ehe landete Kilgour 2003 in den Nachrichten, als er sich beim Gesetz über die Gleichgeschlechtliche Heirat enthielt und vom damaligen Premierminister Jean Chrétien gerügt wurde.

## Organraub an Falun-Gong-Praktizierenden in China
2006 traten Vorwürfe zu Tage, dass eine größere Anzahl Falun-Gong-Praktizierender mit der Absicht getötet wurden, Chinas Transplantationsindustrie mit Organen zu versorgen. Zusammen mit dem Menschenrechtsanwalt David Matas veröffentlichte Kilgour den Kilgour-Matas-Untersuchungsbericht, in dem u. a. dargelegt wurde, dass „die Herkunft von 41.500 Organtransplantaten für die Sechs-Jahresperiode von 2000 bis 2005 ungeklärt sei“, und beide schlussfolgern ließ, „dass es eine vermehrte, unfreiwillige Entnahme von Organen bei Falun-Gong-Praktizierenden gegeben hat und weiterhin gibt“. 2009 veröffentlichten sie eine aktualisierte Version des Berichts als Buch. Seit Abschluss ihrer Untersuchung und Übergabe ihrer ermittelten Ergebnisse an die Vereinten Nationen, reisten beide in über 50 westliche und asiatische Länder, um Regierungen, Menschenrechtsorganisationen, medizinische Kreise und die Öffentlichkeit über dieses staatlich sanktionierte Verbrechen zu informieren, das sie selbst als „neue Form des Bösen auf unserem Planeten“ bezeichneten. Für ihre Untersuchung und Öffentlichkeitsarbeit wurden beide 2010 für den Friedensnobelpreis nominiert.
Zum 2012 erschienenen Buch „Staatsorgane: Transplantationsmissbrauch in China“, steuerte David Kilgour ein Essay bei.
Am 10. November 2015 wiesen David Matas und David Kilgour in ihrer Rede bei TEDxMünchen darauf hin, dass sich bis heute nichts an dem Verbrechen des staatlich sanktionierten Organraubs an Falun Gong-Praktizierenden geändert habe, lediglich fahren einige Krankenhäuser nicht mehr damit fort, so unverhohlen dafür zu werben. Darüber hinaus bleibe die chinesische Regierung weiterhin die Antwort schuldig, woher die Organe für die Transplantationen kommen.
Am 22. Juni 2016 veröffentlichte David Kilgour zusammen mit David Matas und Ethan Gutmann den gemeinsam erstellten Untersuchungsbericht „Bloody Harvest / The Slaughter — An Update“.

## Artikel
- Ending violence against women, Canadian Social Studies, 1992[2]
- Mounting carnage in Rwanda, Diplomat & International Canada, 1994[2]
- Religion in statecraft, Canadian Social Studies, 1998[2]
- The UN and the challenge of human security, McGill International Review, 2000[2]
- Organ Pillaging from Falun Gong in China, Unterausschuss Menschenrechte des Europäischen Parlaments, Brüssel, 1. Dezember 2009

## Vorträge und Anhörungen
- „Chinese Organ Transplant Abuse“, Italienisches Parlament, 19. Dezember 2013
- „Organ Sourcing in China: The Official Version“, 1. Internationalen Expertenforum „Transplantation und Menschenrechte“ in Bern, 16. April 2015
- „Two Davids & Goliath“, TEDxMünchen, 10. November 2015
- Anhörung im Ausschuss für Auswärtige Angelegenheiten des US-Repräsentantenhauses, 22. Juni 2016[15]
- Anhörung im EU-Parlament über Chinas Transplantationsmissbrauch, 29. Juni 2016[16]

## Bücher
- Uneasy patriots: Western Canadians in Confederation (1988)
- Inside Outer Canada (1990)
- Betrayal: The spy Canada abandoned (1994)
- Quebec nationalism, western alienation and national reconciliation (1996)[2]
- Uneasy Neighbours: Canada, The USA and the Dynamics of State, Industry and Culture (2007) mit David T. Jones
- Bloody Harvest: The Killing of Falun Gong for Their Organs (2009) mit David Matas

## Auszeichnungen
Während seiner parlamentarischen Karriere erhielt David Kilgour mehrere Auszeichnungen, darunter:
- den Kaputiman Award des Council of Edmonton Filipino Association,
- den Special Award des Ukrainian Canadian Congress (Alberta Provincial Council),
- den Outstanding Service Award der Sikh-Gemeinde in Edmonton,
- den Religious Liberty Award der International Religious Liberty Association in Washington, D.C., des Liberty Magazins und der Siebenten-Tags-Adventisten-Kirche.
- Als Vorsitzender der Parlamentsgruppe der Sowjetischen Juden wurde er von B'nai Brith Canada für seine Leistungen und das Engagement geehrt, das Augenmerk der Kanadier auf die Not der Sowjetischen Juden zu lenken.[2]
- Im Mai 2006 erhielt er die Ehrendoktorwürde Doctor theologiae (D.D.(Hon)) des Knox College, University of Toronto.
- Der Presbyterianer Kilgour wurde für sein Engagement für Menschenrechte in Kanada und im Ausland ausgezeichnet und besonders für seine Aufforderung an die internationale Gemeinschaft, auf die Notlage in Darfur, Burma und Simbabwe zu reagieren.
- Für ihre Untersuchungen des Organraubs an Falun Gong-Praktizierenden gewannen Matas und Kilgour 2009 den Menschenrechtspreis der in Deutschland ansässigen Internationalen Gesellschaft für Menschenrechte (IGFM).[17][6],
- 2010 wurden Kilgour und Matas beide für ihre Untersuchung und Öffentlichkeitsarbeit des Organraubs in China für den Friedensnobelpreis nominiert.[11] (Nominiert von Boris Wrzesnewskyj)

## Dokumentationen
David Kilgour wirkte in folgenden Dokumentationen mit:
- Red Reign: The Bloody Harvest of China's Prisoners (2013),[18]
- Free China – The Courage to Believe[19][20]
- Ausgeschlachtet – Organe auf Bestellung[21]